# Jakow Kalinin
Jakow Aleksandrowicz Kalinin, ros. Яков Александрович Калинин (ur. w 1889 r. we wsi Kitowo w guberni zaporoskiej, zm. ?) – radziecki wojskowy (intendent 3 rangi), oficer Rosyjskiej Armii Wyzwoleńczej, a następnie zastępca szefa 1 wydziału oddziału kadry dowódczej sztabu Sił Zbrojnych Komitetu Wyzwolenia Narodów Rosji podczas II wojny światowej.
W 1919 r. został zmobilizowany do wojska bolszewickiego. Brał udział w wojnie domowej w Rosji. W 1925 r. zdemobilizowano go. W 1941 r. ponownie został zmobilizowany do Armii Czerwonej. Otrzymał stopień intendenta 3 rangi. W październiku tego roku pod Wiaźmą dostał się do niewoli niemieckiej. Przebywał w różnych obozach jenieckich. Wiosną 1943 r. wstąpił do Rosyjskiej Armii Wyzwoleńczej (ROA). Po ukończeniu szkoły propagandystów ROA w Dabendorfie pod Berlinem pełnił w niej funkcję bibliotekarza. W listopadzie 1944 r. został zastępcą szefa 1 wydziału oddziału kadry dowódczej sztabu Sił Zbrojnych Komitetu Wyzwolenia Narodów Rosji. W lutym 1945 r. awansował do stopnia kapitana. 9 maja tego roku wraz ze sztabem i częścią oddziałów "własowskich" poddał się Amerykanom. Przebywał w różnych obozach jenieckich. We wrześniu został repatriowany do ZSRR. Po procesie został osądzony w połowie grudnia na karę 10 lat łagrów, a następnie 5 lat zsyłki. Dalsze jego losy są nieznane.